# Station Fentange
Station Fentange was een Luxemburgs treinstation op lijn 6, van Luxemburg naar Bettembourg. 
Het station werd in 1859 geopend door de Compagnie des chemins de fer de l'Est, in 1877 werd het gesloten.
CFL Lijn 6 en 6a:
Luxemburg · Luxembourg-Howald · Howald · Fentange · Berchem · Bettembourg · Noertzange · Schifflange · Esch-sur-Alzette · Belval-Université · Belval-Lycée · Belval-Rédange · Belvaux-Soleuvre · Oberkorn · Differdange · Niederkorn · Pétange · Lamadeleine · Rodange 

CFL Lijn 6b: Bettembourg · Dudelange-Burange · Dudelange-Ville · Dudelange-Centre · Dudelange-Usines · Volmerange-les-Mines

CFL Lijn 6c: Noertzange · Kayl · Tétange · Rumelange · Rumelange-Ottange

CFL Lijn 6e: Esch-sur-Alzette · La Hoehl · Audun-le-Tiche
Zie ook: CFL Lijn 1 · CFL Lijn 2 · CFL Lijn 3 · CFL Lijn 4 · CFL Lijn 5 · CFL Lijn 7